# 터미널 (2015년 영화)
《터미널》(일본어: 起終点駅 ターミナル, 영어: Terminal)은 일본에서 제작된 시노하라 테츠오 감독의 2015년 드라마 영화이다. 사토 코이치 등이 주연으로 출연하였다.

## 출연

### 주연
- 사토 코이치 : 와시다 칸지 역
- 혼다 츠바사 : 시이나 아츠코 역

### 조연
- 나카무라 시도 : 오시다 이치류 역
- 와다 마사토 : 모리야마 타카시 역
- 오토오 타쿠마 : 오무라 신이치 역
- 이즈미야 시게루 : 미나미 타츠조 역
- 오노 마치코 : 사에코 역

## 수상
- 2015년 제28회 도쿄국제영화제 특별 초대작
- 2016년 제39회 일본 아카데미상 우수 남우주연상